# Hopkinsina
Hopkinsina es un género de foraminífero bentónico de la familia Stainforthiidae, de la superfamilia Turrilinoidea, del suborden Buliminina y del orden Buliminida. Su especie tipo es Hopkinsina danvillensis. Su rango cronoestratigráfico abarca desde el Eoceno hasta la Actualidad.

## Discusión
Clasificaciones previas incluían Hopkinsina en el suborden Rotaliina del orden Rotaliida. Clasificaciones más modernas la incluyen en la familia Buliminidae de la superfamilia Buliminoidea.

## Clasificación
Hopkinsina incluye a las siguientes especies:
- Hopkinsina aegyptiaca
- Hopkinsina arabina
- Hopkinsina atlantica
- Hopkinsina bononiensis
  - Hopkinsina bononiensis lueneburgensis
- Hopkinsina bortotara
- Hopkinsina citae
- Hopkinsina civrieuxi
- Hopkinsina danvillensis
- Hopkinsina denticulata
- Hopkinsina hancocki
- Hopkinsina ilaroensis
- Hopkinsina imogawaensis
- Hopkinsina kuwanoi
- Hopkinsina magnifica
- Hopkinsina mioindex
- Hopkinsina morimachiensis
  - Hopkinsina morimachiensis umedaensis
- Hopkinsina nanataniensis
- Hopkinsina nodosa
- Hopkinsina nolohispida
- Hopkinsina oceanica
- Hopkinsina pacifica
- Hopkinsina parkeri
- Hopkinsina quasistriata
- Hopkinsina shinboi
- Hopkinsina victoriensis
- Hopkinsina wanzea